# Luzy
Luzy – miejscowość i gmina we Francji, w regionie Burgundia-Franche-Comté, w departamencie Nièvre.
Według danych na rok 1990 gminę zamieszkiwały 2422 osoby, a gęstość zaludnienia wynosiła 58 osób/km² (wśród 2044 gmin Burgundii Luzy plasuje się na 81. miejscu pod względem liczby ludności, natomiast pod względem powierzchni na miejscu 62.).